# Židovská politická obec
Židovská politická obec (německy Israelitengemeinde) byl typ samosprávné obce na Moravě v letech 1850–1931.

## Historie
Provizorní obecní zákon vydaný roku 1849 předpokládal slučování faktických sídelních celků a předměstí s vlastním městem v jednu samosprávnou obec. Norma se implicitně týkala i dosavadních židovských čtvrtí (ghett), které se měly sloučit s křesťanskými obcemi v jeden samosprávný celek. Zatímco v Čechách proběhlo sloučení bez zásadnějších problémů, na Moravě se na jaře 1850 v přibližně polovině dotčených „křesťanských“ měst vzedmula vlna odporu, která zejména v Třebíči, Strážnici a Přerově přerostla v protižidovské násilnosti. Moravské místodržitelství proto od slučování židovských obcí s křesťanskými částečně upustilo a povolilo další existenci židovských obcí na těch místech, kde vůči slučování panoval velký odpor. Z původních 52 moravských židovských obcí se tedy nakonec jen 25 sloučilo s „křesťanskou“ obcí v jeden obecní celek a ponechalo si jen status židovské náboženské obce, zatímco zbylých 27 získalo status samosprávné židovské politické obce. V následujících sedmi desetiletích tedy židovské politické obce měly svého vlastního starostu, obecní zastupitelstvo a tvořily samostatný volební obvod. Teprve po vydání novely obecního zákona roku 1919 nařídila československá vláda sloučení židovských politických obcí s vlastními městy. Slučování se nicméně protáhlo až do roku 1931, kdy se jako poslední sloučila s „křesťanským městem“ židovská politická obec v Třebíči.